# Російська Північ (національний парк)
Націона́льний парк «Росі́йська Пі́вніч»  (рос. Национальный парк «Русский Север») — національний парк розташований на теренах Кириловського району Вологодської області Росії.
Створений 20 березня 1992 року. Основною метою створення національного парку є збереження унікальних природних комплексів Вологодського Поозер'я та багатого історико-культурного спадку краю.

## Опис

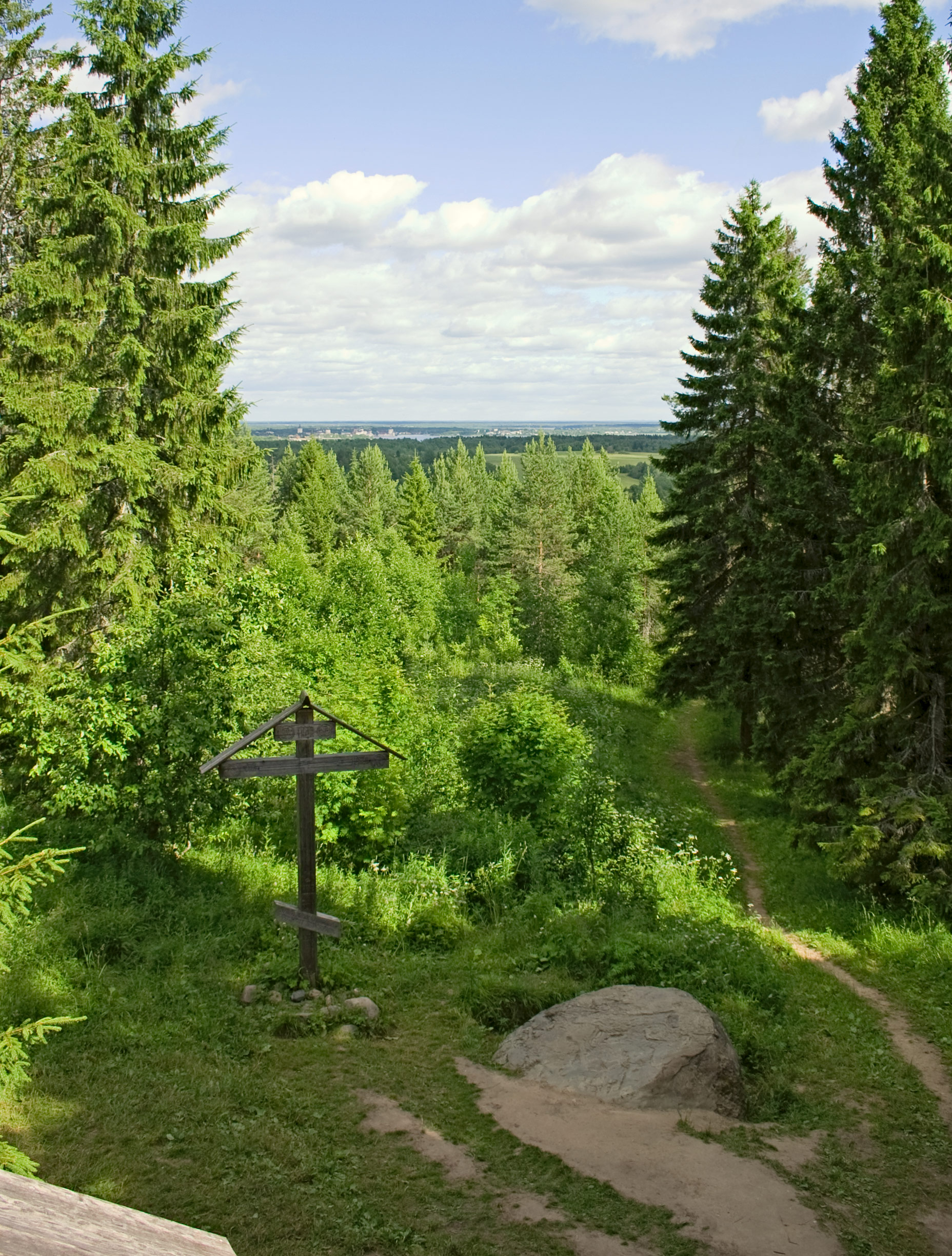
Краєвид національного парку.

Загальна площа парку становить 166 400 га, з яких ліси займають 116 100 га. 54,4% території складають землі, які не вилучили з господарської діяльності. Парк розташований в межах Білозерсько-Кирилівського кряжу між озерами Біле, Воже, Кубенське. Крім цих великих озер, є безліч дрібних. Численні річки, озера, струмки, протоки, які протікають територією національного парку, належать до басейну Каспійського моря, лише річка Порозовиця з притоками і Модлона — до басейну Білого моря. На річці Модлоні і Порозовиці зосереджено багато археологічних пам'яток, які фактично відображають всю культурну історію Півночі Європейської частини Росії. Всі історичні епохи (крім палеоліту), залишили тут свої сліди. На річці Модлоні збереглося Модлонське пальове поселення (одне з двох в Європі).
Ці землі з багатим історичним минулим, тут розташована велика кількість пам'яток архітектури та історії. На території парку мешкає близько 17 тис. осіб (2010 рік).

## Розташування

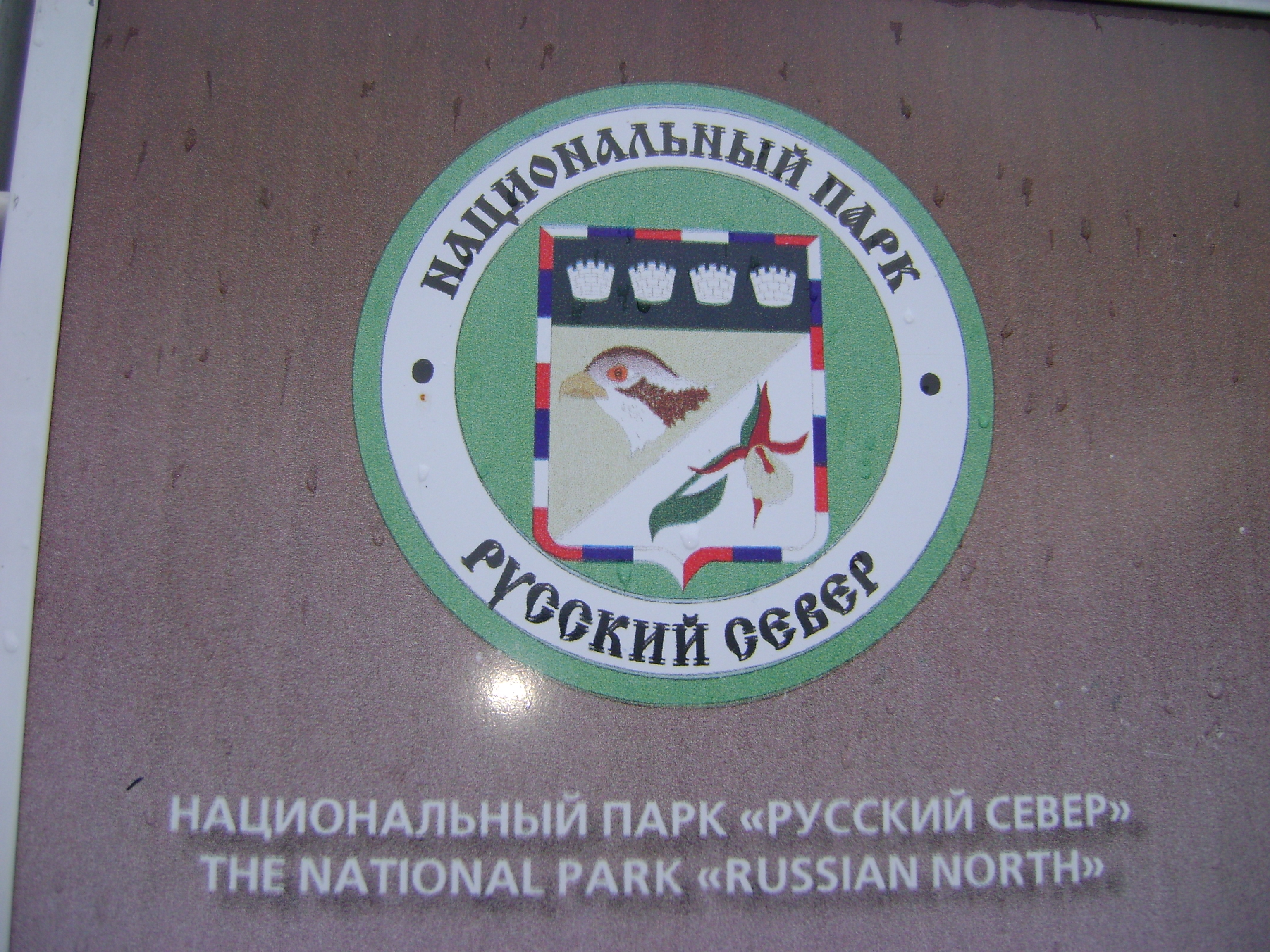
Емблема національного парку «Російська Північ».

Територія національного парку розташована за 120 км на північний захід від обласного центру — міста Вологди. Через парк проходять автомобільні дороги Вологда — Витегра, Кирилов — Чарозеро, Кирилов — Білозерськ, Кирилов — Череповець.
Функціонує поромна переправа. Важливе транспортне значення має Волго-Балтійський водний шлях і Північно-Двінська шлюзова система. Північно-Двінська водна система, яка збудована у 1825–1828 рр. і проходить територією парку, є пам'яткою інженерної думки, складається з 5 штучних каналів та 7 шлюзів. Нещодавно було відкрито міст через Волго-Балт в районі села Іванів Бір, це спричинило закриття тут поромної переправи. Через канали Північно-Двінської системи можна переправитись єдиним автомобільним мостом на трасі Вологда — Мєдвєжьєгорськ та декількома понтонними мостами.

## Туризм
На території парку працюють 8 турбаз, функціонують 5 дитячих таборів відпочинку та літній трудовий табір для підлітків, а також 4 мисливсько-рибальських бази.

## Природа
На території парку розташовані два унікальних лісових масиви — Шалго-Бодуновський бір і Сокольський бір з багатою північною флорою і фауною. Перший малодоступний для відвідувачів, другий є популярним місцем відпочинку. Деякі види тварин і птахів, які мешкають на території парку, а також деякі види рослин занесені до Червоної книги Росії.